# TSUBAKI
TSUBAKI（ツバキ）は、ファイントゥデイ（以前はエフティ資生堂→資生堂が担当）が2006年春から展開しているヘアケアブランドの名前である。
資生堂のメガブランド構想第4弾として新規投入。2024年現在のキャッチコピーは「１回目から、生きた艶。弾む髪へ。」

## 概要
古来より日本において毛髪補修成分として受け継がれてきた椿油に改めて注目し、日本の女性の髪の美しさを最大限に引き出す商品として、2006年3月下旬に発売。ちなみに椿は、資生堂のシンボルでもある。
CMに多数の女優やタレントをイメージモデルに起用、一時期のみの起用を含めるとかなりの数に上る。特に「新TSUBAKI」投入時には12人ものイメージキャラクターを同時に起用。一方、CMソングは導入から2009年頃まではSMAPの「Dear WOMAN」が使われ、2011年12月からはJames Blunt+Q;indiviの「ユア・ビューティフル」が使用されている。そのため、SMAPの番組に登場することが度々ある（『香取慎吾の特上!天声慎吾』での銭湯入浴シーン、『FNS26時間テレビ』の『ネプリーグ』SPなど）。
表参道ヒルズにてのデビューイベント、全国各地の街頭でサンプルセットを配布などで、宣伝広告費に資生堂史上最高額の50億円を投入しており、社運の賭けようが窺える。往年の市川崑作品風の明朝体テロップと共に街の女性たちからも「贅沢なCMだ」と好評で、売れ行きも上々である。年間売上高の目標を100億円に設定したが、発売1か月で早くも売上高は約40億円に達し、トップシェアを獲得。シェア4位に甘んじていたメーカー別シェアでも一気に首位に押し上げた。
2007年9月にはダメージケアを主力とする白のTSUBAKIを新発売、さらに2008年春には両商品を改良新発売。同時にシャンプー・コンディショナーの詰め替え用を新発売した。その後、2010年にはヘッドスパを主力とする金のTSUBAKIが新発売された。9月には、TSUBAKIブランドとしては初となるアウトバスアイテム「TSUBAKIウォーター」が新発売された。
2011年3月には「TSUBAKIウォーター」のダメージケアラインを追加、6月にはグランドイノベーションとして成分と外装を一新したラインを展開。同年12月からは「You're Beautiful!」という新キャッチコピーの下、日本・海外の有名モデル・タレントを起用、James Blunt+Q;indiviの「You're Beautiful!」をCMソングに起用してテレビCMを放映開始した。
2013年3月からは、髪の内側の空洞部分に浸透する「毛髪メラニンホール補修成分」を新配合するなど、商品のモデルチェンジが行われた。同時に広告では、TSUBAKIミューズ（イメージキャラクター）として、水原希子・小嶋陽菜・蛯原友里・杏の日本人4名が起用された。CMソングは、LUHICAの「独り言花」が使用されている。
2013年9月には、ダメージケアラインに新技術「高浸透ブースト処方」により、濃密な補修効果とサラサラでベタつかない使用感・仕上がりを両立した「ダメージケア 浸透リペア エマルジョン」を発売するとともに、「シャイニング ウォーター」と「ダメージケア ウォーター」の中身機能を強化し、パッケージデザインをリニューアルした。
2014年2月には、ヘッドスパラインにパチパチとはじける泡で地肌を心地よくマッサージする地肌ケア美容液「ヘッドスパ　スパークリングセラム」を発売した。
2021年7月1日付で、発売元が資生堂からファイントゥデイへ変更された。

## ラインナップ
※太字は新製品。

### 赤のTSUBAKI
- シャイニング シャンプー（220ml/550ml/詰め替え用400ml）
- シャイニング　コンディショナー（220ml/550ml/詰め替え用400ml）
- シャイニング トリートメント
- シャイニング ヘアマスク
- シャイニング ウオーター〈アウトバストリートメント〉（携帯用70mL/トリガータイプ250mL/詰め替え用220mL）

### 白のTSUBAKI
- ダメージケア シャンプー（220ml/550ml/詰め替え用400ml）
- ダメージケア コンディショナー（220ml/550ml/詰め替え用400ml）
- ダメージケア トリートメント
- ダメージケア 集中補修ヘアマスク
- ダメージケア 浸透リペア エマルジョン
- ダメージケア ウオーター〈アウトバストリートメント〉（携帯用70mL/トリガータイプ250mL/詰め替え用220mL）

### 金のTSUBAKI
- ヘッドスパ シャンプー（550ml/詰め替え用400ml）
- ヘッドスパ コンディショナー（550ml/詰め替え用400ml）
- ヘッドスパ エクストラクレンジング
- ヘッドスパ マッサージスパマスク
- ヘッドスパ スパークリングセラム

## 競合商品
- ラックス - ユニリーバ・ジャパン
- パンテーン - P&G
- ICHIKAMI - クラシエホームプロダクツ
- ASIENCE - 花王

## 主なイメージキャラクター
- 杏
- イ・ソンギョン[4]

### 過去
- 相沢紗世
- 蒼井優
- 荒川静香
- アンナ・ケイ
- 上原多香子
- 内田恭子
- 生方ななえ
- 蛯原友里
- 香里奈[5]
- 黒木華
- 黒木メイサ
- ゲイリ・ライ
- 小嶋陽菜[6]
- サーシャ・ピヴォヴァロヴァ
- 鈴木京香
- 滝川クリステル
- 武井咲
- 竹内結子[7]
- 田中麗奈
- 仲間由紀恵
- 長谷川潤[8]
- 原田夏希
- 広末涼子
- 吹石一恵
- 福山雅治
- 堀北真希
- 萬波ユカ
- 水原希子
- 観月ありさ
- 三吉彩花
- 芽生
- 森泉

## CM
- 2006年03月30日 - 「春・宣言」篇放映開始。
- 2006年05月19日 - 「春・体感」篇放映開始。
- 2006年06月30日 - 「夏・宣言」篇放映開始。
- 2006年09月30日 - 「日本の女性にありがとう。」篇放映開始。
- 2007年01月01日 - 「新春」篇放映開始。
- 2007年04月02日 - 「美髪ヘアマスク」篇放映開始。
- 2007年04月11日 - 「'07 TSUBAKI 春」篇放映開始。
- 2007年07月27日 - 「'07 TSUBAKI 光」篇放映開始。
- 2007年09月18日 - 「白ツバキ誕生」篇放映開始。
- 2008年03月28日 - 「新TSUBAKI 赤」・「新TSUBAKI 白」篇放映開始。
- 2009年04月03日 - 「'09 春」篇放映開始。
- 2009年10月02日 - 「'09秋・実力編」篇放映開始。
- 2010年03月26日 - 「金のTSUBAKI 誕生」篇放映開始。
- 2011年07月01日 - 「新TSUBAKI 登場」篇・「新 赤TSUBAKI」篇・「新 白TSUBAKI」篇・「新 金TSUBAKI」篇放映開始。
- 2011年12月 - 「グラマラスな髪」篇放映開始。
- 2012年02月23日 - 「ハッピーグラマラス」篇放映開始。
- 2012年07月 - 日清食品とのコラボレーションCMを放映開始[9]
- 2013年03月 - 「日本の女性は、もっときれいになれる。」篇・「艶が、よみがえる。」篇放映開始。

※2007年4月放送分のCMからハイビジョンでの放送になった。（正確にはアプコンワイド放送）。多くの出演者の中で誰が中心かが話題になるが、画像的には放送される30秒CMの映像では、椿の花の造形のまわりでの出演者の集団の映像では、後列向かって右から2人目が画面の焦点であり、赤TSUBAKIでは指標がバックルでドレスに、白TSUBAKIでは女優のドレスの胸元に、それぞれ焦点指標が存在し、画面の中心となっていることが注意するとわかる。また、その出演者は原則的にピントや画面構成を図る上で全員の原点として安定して立つことが要求されるので、ポーズがかなり制限されている。他の出演者とは違った印象を受けるのはそのためである。